# 李姬 (汉武帝)
李姬（前130年前？—?），中國西漢時期皇族女性，為漢武帝妃嬪。
《史记》中称“他姬子二人为燕王、广陵王。其母无宠，以忧死。”《汉书》称李姬生子燕王刘旦、广陵王刘胥，其余事迹不详。
她虽是汉武帝后宫中产男性皇子最多的，却不得宠，最终非正常死亡。

## 延伸阅读
[在维基数据编辑]
 《史記/卷060》，出自司馬遷《史記》